# Limnoria indica
Limnoria indica är en kräftdjursart som beskrevs av Becker och Kampf 1958. Limnoria indica ingår i släktet Limnoria och familjen borrgråsuggor. Inga underarter finns listade i Catalogue of Life.